# Eunotela zophora
Eunotela zophora är en fjärilsart som beskrevs av William Schaus 1933. Eunotela zophora ingår i släktet Eunotela och familjen tandspinnare. Inga underarter finns listade i Catalogue of Life.